# Astrogorgia sinensis
Astrogorgia sinensis is een zachte koraalsoort uit de familie Plexauridae. De koraalsoort komt uit het geslacht Astrogorgia. Astrogorgia sinensis werd in 1865 voor het eerst wetenschappelijk beschreven door Verrill. 